# Aythya americana
El porrón americano, porrón de cabeza roja o pato cabeza roja (Aythya americana) es una especie de ave anseriforme de la familia Anatinae propia de Norteamérica.

## Descripción

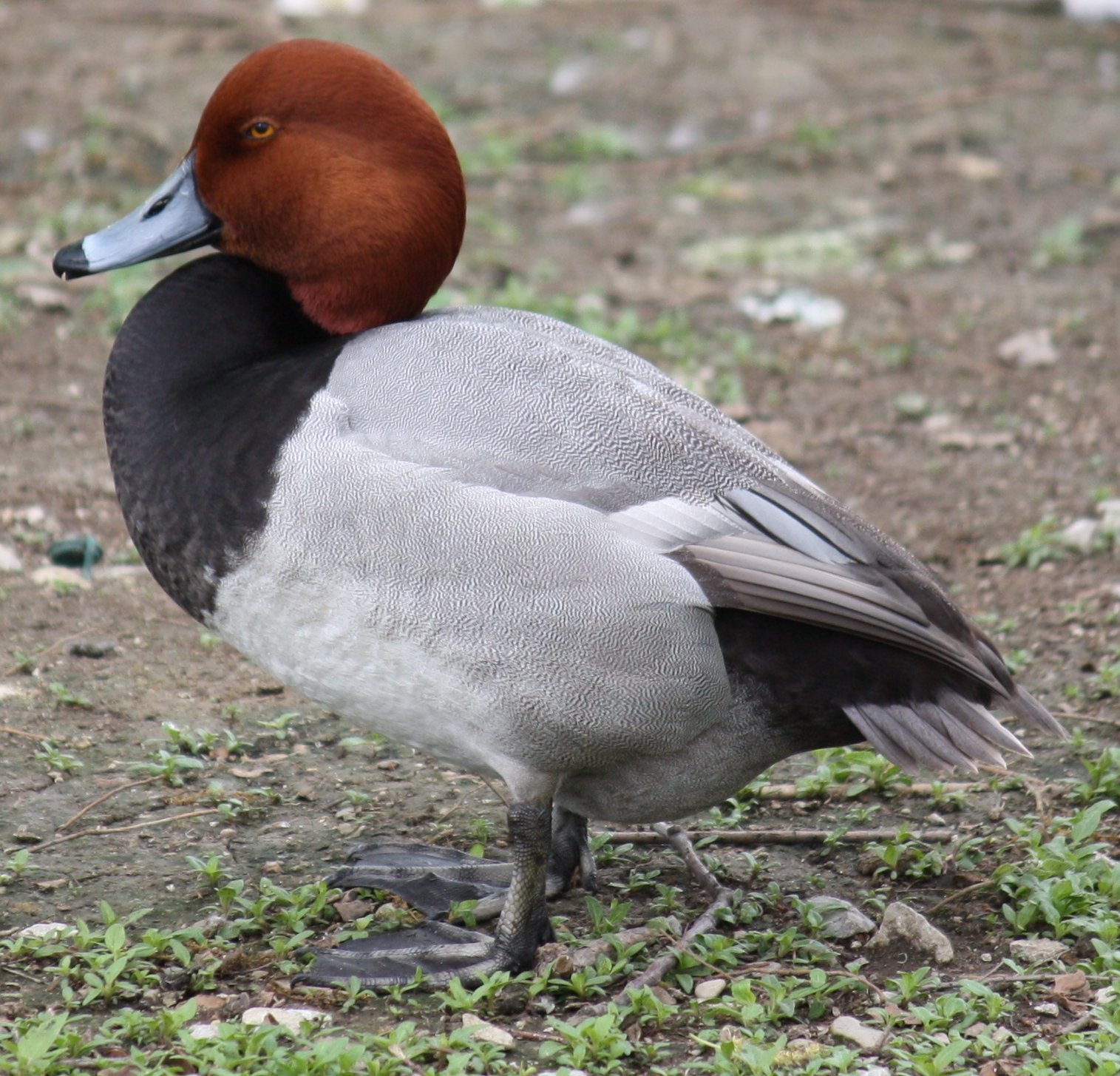
Macho en plumaje reproductivo.

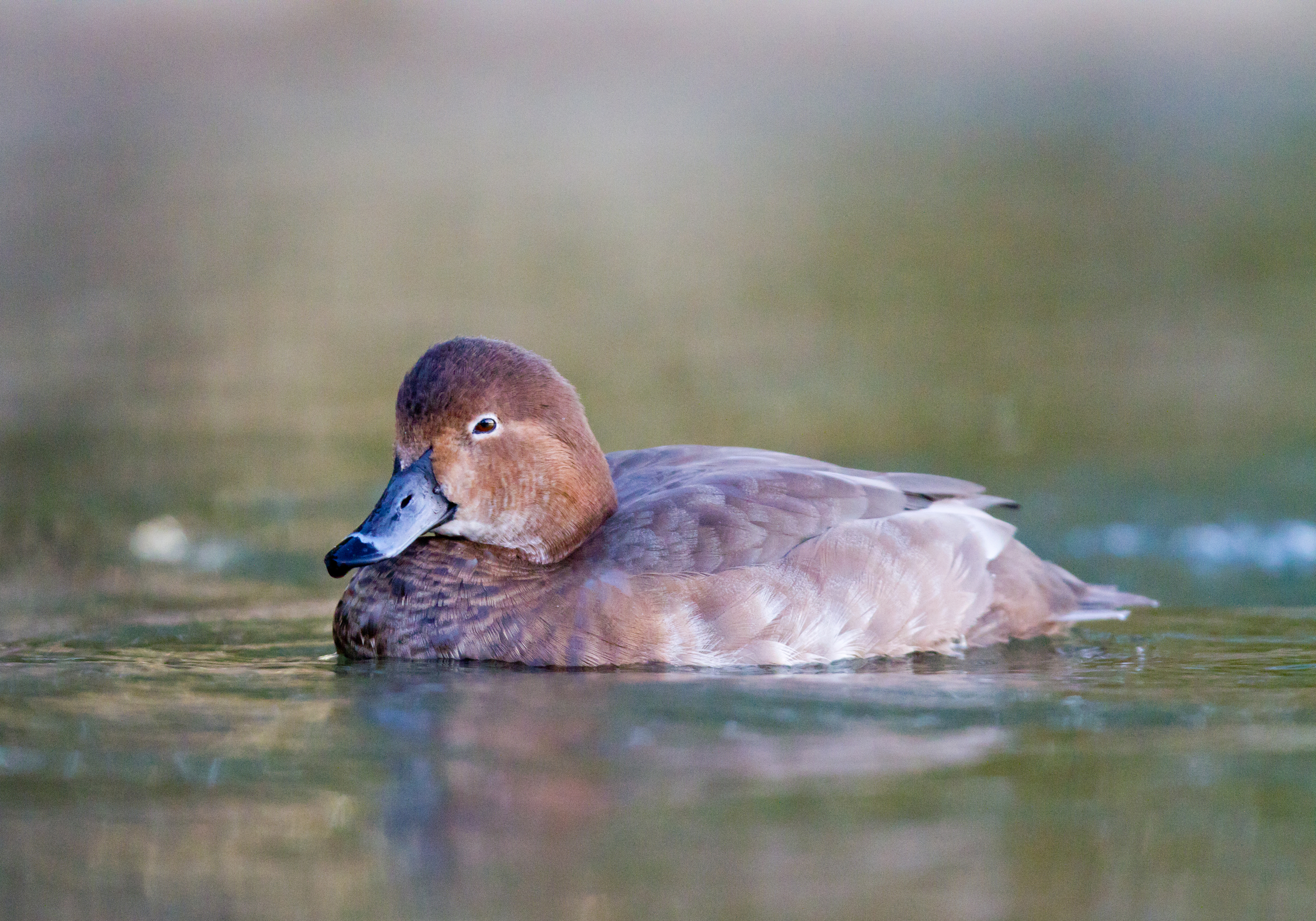
Las hembras tienen un colorido menos llamativo.

El porrón americano mide entre 45 y 58 cm de largo, con una envergadura alar de unos 84 cm. El macho adulto tiene pico gris azulado salvo la punta y una fina lista en la base que son negras. Su plumaje es principalmente gris claro, aunque su cabeza y cuello son castaño rojizos, y presenta dos zonas negras, una en la parte frontal (pecho y parte superior de manto) y la otra en la zona caudal. Sus ojos son amarillos. La hembra adulta es de tonos pardos, y con un pico gris azulado más oscuro que el del macho, también con la punta negra, y sus ojos son castaños. Presenta zonas claras en las base del pico y los flancos y su espalda es grisácea. Ambos sexos presentan las plumas de vuelo de color gris claro y el vientre blanquecino.
El porrón americano es muy similar al porrón europeo que habita en el Viejo mundo, con el que puede confundirse cuando divaga por Europa. El porrón americano es algo mayor y sus machos tienen el iris de los ojos amarillo, en lugar de rojo como el europeo. Además el porrón americano tiene la cabeza más redondeada, y la zona negra de la base del pico del porrón europeo es mucho más ancha. También tiene un plumaje similar al porrón coacoxtle, con el que cohabita, pero sus siluetas son inconfundibles puesto que el porrón coacoxtle tiene el cuello y el pico más largos, y además el pico del porrón coacoxtle es negro en toda su extensión y tiene los ojos de color rojo anaranjado.

## Taxonomía y etimología
El porrón americano fue descrito científicamente por el naturalista inglés Thomas Campbell Eyton en 1838, con el nombre de Fuligula americana. Posteriormente fue trasladado al género Aythya, que al haber sido creado con anterioridad, en 1822 por Friedrich Boie, tenía prioridad como nombre del género. La etimología del nombre de su género, Aythya, procede del término griego αἴθυια (aithuia), un ave marina sin identificar citada por Aristóteles; mientras que su nombre específico, americana, simplemente es el término latino que indica su procedencia.
Es una especie monotípica, es decir, no se reconocen subespecies diferenciadas.

## Distribución y hábitat
Los porrones americanos son aves migratorias que se reproducen en los pantanos, lagos y lagunas del noroeste de Norteamérica y la región de los Grandes Lagos. La pérdida de hábitat reproductivo ha conducido a una caída considerable de su población. Pasan los inviernos en el sur y este de los Estados Unidos, el norte de México y el Caribe. En raras ocasiones este migrador de largas distancias aparece como divagante en Europa occidental.

## Comportamiento

### Alimentación
Los porrones americanos buscan su alimento buceando o sumergiendo parte de su cuerpo. Estos patos se alimentan principalmente de materia vegetal (74%) y pequeños animales, principalmente moluscos (21%). Los gasterópodos constituyen el 18% y los bivalvos el 3% de su dieta. Entre los caracoles registrados en la dieta de Aythya americana se encuentran: Acteocina canaliculata, Acteon punctostriatus, Anachis avara, Anachis obesa, Caecum nitidum, Calliostoma sp., Cerithidea pliculosa, Cerithium lutosum, Crepidula convexa, Diastoma varium, Melanella sp., Mitrella lunata, Nassarius acutus, Nassarius vibex, Natica sp., Neritina virginea, Odostomia trifida, Olivella minuta, Olivella watermani, Polinices sp., Pyramidellidae, Pyrgocythara plicosa, Rissoina catesbyana, Sayella livida, Turbonilla sp., Turbonilla interrupta y Vitrinella sp.

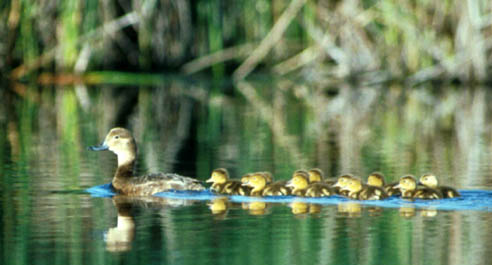
Hembra con sus crías.

### Reproducción
Suelen establecer una nueva pareja cada año, empezando el periodo de emparejamiento al final del invierno. Tras la temporada de apareamiento, los machos abandonan a sus parejas al cuidado de la nidada y se marchan a grandes masas de agua para mudar el plumaje, quedando incapaces de volar durante al menos un mes a causa de la pérdida de todas las plumas de vuelo a la vez, en un periodo denominado manchada. Antes de que esto ocurra, dejan a sus parejas y se marchan a grandes extensiones de agua, normalmente volando durante un mes. Las hembras regularmente ponen sus huevos en los nidos de otros patos, especialmente en los de porrones coacoxtles.